# Pyozia mesenensis
Pyozia mesenensis è un tetrapode estinto, appartenente ai pelicosauri. Visse nel Permiano medio (circa 270 - 265 milioni di anni fa) e i suoi resti fossili sono stati ritrovati in Russia.

## Descrizione
Questo animale era di piccole dimensioni, e la lunghezza non doveva superare i 50 centimetri. L'aspetto doveva essere simile a quello di una grossa lucertola. I denti di Pyozia erano ricurvi all'indietro ma erano sprovvisti di compressione laterale e di seghettatura, al contrario di forme simili come Elliotsmithia. La premascella possedeva quattro denti, e non vi erano i tipici denti caniniformi presenti in altri animali simili, come Varanops e Varanodon. Stranamente, in Pyozia la mascella era in contatto con il quadratojugale senza esposizione laterale; ciò permetteva allo jugale di formare parte del margine ventrale del cranio. Vi erano inoltre grandi cavità interpterigoidee arrotondate, proprio davanti alle articolazioni del basipterigoide. 

## Classificazione
Descritto per la prima volta nel 2004, Pyozia mesenensis è noto per fossili comprendenti un cranio e la parte anteriore di uno scheletro, rinvenuti nella formazione Krasnoschelsk, nella regione di Arcangelo, nella zona del fiume Mezen' in Russia. Questo animale è un membro dei varanopseidi, un gruppo di pelicosauri di dimensioni relativamente piccole. Analisi filogenetiche indicano che Pyozia, nonostante fosse uno degli ultimi varanopseidi noti, era uno dei membri più ancestrali del gruppo, ancestrale alla dicotomia tra le due famiglie Mycterosaurinae e Varanodontinae. È probabile che Pyozia fosse il varanopseide più basale, eccezion fatta per Archaeovenator.

## Paleobiologia
Nel corso del Permiano medio vi fu un ricambio faunistico notevole per quanto riguarda i sinapsidi. I pelicosauri vennero in gran parte sostituiti da animali più derivati, dalle nicchie ecologiche simili. Ad esempio i caseidi dai denti simili a foglie vennero sostituiti dai pareiasauri con una dentatura simile; il pelicosauro Edaphosaurus venne sostituito da terapsidi capaci di sminuzzare materiale vegetale. I grandi predatori come gli sfenacodontidi vennero rimpiazzati dai terapsidi predatori. La nicchia ecologica dei predatori medio-piccoli, invece, fu occupata con continuità dai varanopseidi; la scoperta di una forma basale come Pyozia suggerisce che i varanopseidi cambiarono molto poco nel corso del Permiano.